# Vando Aldrovandi
Vando Aldrovandi (Suzzara, 15 settembre 1918 – Milano, 5 febbraio 1987) è stato un partigiano e antifascista italiano, gestore di una celebre libreria milanese.

## Biografia
Figlio di Wando, musicista costretto a emigrare dal fascismo, si laureò in legge all'Università di Milano dove entrò in contatto con ambienti legati al Partito Comunista Italiano. Militare sul fronte francese, dopo l'8 settembre entrò in clandestinità partecipando alla Resistenza nelle Brigate Garibaldi con ruoli di comando. Dopo la guerra partecipò alla vita culturale milanese contribuendo alla fondazione della Casa della cultura e aprendo (grazie anche all'apporto di Giulio Einaudi che aveva sposato la sorella Renata) una libreria che divenne punto di riferimento per "uno spontaneo cenacolo di amicizie" riunite attorno a Elio Vittorini e uno "storico salotto della sinistra, frequentato da dirigenti del PCI quali Giorgio Amendola, Giorgio Napolitano, Gian Carlo Pajetta, Enrico Berlinguer, e da intellettuali "irregolari" come Paolo Volponi, Paolo Grassi, Luigi Nono, Paolo Spriano, Bernardo Bertolucci, Elio Petri, Ugo Stille, Piero Sraffa, Adriano Olivetti, Guido Rossi, Cini Boeri.